# Bois-Normand-près-Lyre
Bois-Normand-près-Lyre é uma comuna francesa na região administrativa da Normandia, no departamento de Eure. Estende-se por uma área de 17,11 km². Em 2010 a comuna tinha 346 habitantes (densidade: 20,2 hab./km²).